# Kermesyt
Kermesyt – błyszcz antymonu, blenda antymonu. Minerał z gromady siarczków,; tlenosiarczek antymonu. Ma piękną wiśniową barwę, która z czasem ciemnieje. Nazwa pochodzi z języka perskiego: quarmizq  =  czerwony. Jest minerałem rzadkim, występuje tylko w niektórych rejonach Ziemi. Dawniej był znany pod nazwami:
- czerwony błyszcz igiełkowy
- pirostybnit
- pirantymonit
- blenda antymonowa.

## Charakterystyka
Jest minerałem giętkim, sprężystym. Posiada szklisty, diamentowy połysk. Jest przeświecający do nieprzezroczystego. Odznacza się doskonałą (dwukierunkową – według 001) łupliwością i włóknistym przełamem. Zawiera: około 75% – Sb, 20% – S, 5% – O. Jest rozpuszczalny w HNO3. Prażony na węglu drzewnym tworzy nalot. Jest kruchy, łatwo pęka.

### Właściwości
Tworzy kryształy o pokroju wydłużonych słupów z podłużnymi zbrużdżeniami, igieł, występuje w skupieniach promienisto-włóknistych, szczotkowych, wiązkowych, promienistych lub łuskowych. Tworzy naskorupienia, naloty i wpryśnięcia. Kryształy są bardzo giętkie, haczykowate lub kolankowe, również śrubowe; można je kroić. Występuje w towarzystwie lub narasta na antymonicie, z którego powstaje w procesie utleniania przez tlen zawarty w powietrzu.
2Sb2S3 + 3O2 → 2Sb2S2O + 2SO2

### Występowanie
Jest minerałem wtórnym (tworzy się w wyniku utleniania antymonitu lub hydrotermalnym, bywa też spotykany w żyłach kruszcowych. Współwystępuje z antymonitem,  kwarcem, kalcytem, senarmontytem, walentynitem, stibikonitem. Miejsca występowania: Występuje w Niemczech – Braunsdorf w Rudawach, w Saksonii, w Czechach – Przybram, na Słowacji – Pernek, we Włoszech – Pereta w Toskanii, w Algierii – Djebel Hamimat koło Algieru, w Kirgistanie.

## Zastosowanie
- bywa wykorzystywany do pozyskiwania antymonu – zawiera ok. 75% Sb.
- atrakcyjny i poszukiwany kamień kolekcjonerski (najpiękniejsze okazy pozyskiwane są w Czechach i Niemczech.